# لو پاله
لُ پَلِه (به فرانسوی: Le Pallet) یک کمون در فرانسه است که در لوآر-آتلانتیک واقع شده‌است.

## خصوصیات
لُ پَلِه ۱۱٫۷۵ کیلومترمربع مساحت و ۲٬۶۵۰ نفر جمعیت دارد و ۳۷ متر بالاتر از سطح دریا واقع شده‌است.